# Kotchilari
Kotchilari (en macédonien : Кочилари (Kočilari)) est un village du centre de la Macédoine du Nord, situé dans la municipalité de Gradsko. Le village comptait 130 habitants en 2002.

## Démographie
Lors du recensement de 2002, le village comptait :
- Albanais : 105
- Turcs : 19
- Macédoniens : 6